# París (Herrera)
París es un corrigimiento del distrito de Parita, en la Provincia de Herrera, en la República de Panamá. Su población es de 1.070 habitantes. La extensión territorial de este corregimiento es de 75.8 km², con una densidad de 31.1 habitantes por km².
Cuando los españoles llegaron, por primera vez, a la región de lo que hoy es Azuero se encontraron con el más rico y poderoso de todos los caciques que antes habían visto los españoles. Era el cacique Antataura o Cutatara. Era costumbre de estos conquistadores asignarles apodos a los indios, o sea sobrenombre. Como era rico y  poderoso y hasta bien parecido físicamente, Gaspar de Espinosa —ya que era el más letrado— le colocó a este cacique el apodo de Paris recordando a aquel personaje bello, rico y poderoso de la Ilíada de Homero.
Sus límites son: al norte con el corregimiento de El Rincón, distrito de Santa María y con el corregimiento de El Roble distrito de Aguadulce, al sur con el corregimiento de Parita cabecera y el corregimiento de Portobelillo, al este con el corregimiento.
El corregimiento lo conforman Correa y La Colonia. Posee atractivos lugares turísticos como los son los Pocitos, el Cénegon de Mangle, El Puerto, entre otros.